# Rifstangi
Rifstangi - półwysep w północnej Islandii, położony w zachodniej części półwyspu Fontur. Najbardziej na północ wysunięta lądowa część Islandii (66°32' N).